# Geleitflottille
Die Geleitflottillen waren deutsche Flottillen der Kriegsmarine im Zweiten Weltkrieg.
Mit der Aufstellung der 1. und 2. Geleitflottille wurde 1935 die ersten sogenannten F-Boote als Flottenbegleiter in den Dienst gestellt. Mit den Flottenbegleitern F 7 bis F 10 waren Boote der Geleitflottille beim Überfall auf Polen im September/Oktober 1939 eingesetzt.

## 1. Geleitflottille (1)
Am 1. Oktober 1935 wurde aus der 2. Minensuchhalbflottille die 1. Geleitflottille aufgestellt. Die Unterstellung erfolgte unter der Führer der Minensuchboote.
Der 1. Geleitflottille (1) wurden die F-Boote F 1, F 2, F 5, F 6, F 9 und F 10 zugeteilt. Die Zuordnung der Flottenbegleiter wechselte zwischen der 1. und 2. Geleitflottille. So hatte die 1. Geleitflottille 1936 F 8 als Führungsboot und F 6, F 7, F 9 (M 126) und F 10 (M 61) zugewiesen. Standort der Flottille war Kiel. Flottillenchef wurde Korvettenkapitän S. Weiß. Im Oktober 1937 übernahm Friedrich-Wilhelm Pindter die Führung der Flottille, welcher nach der Auflösung der 1. Geleitflottille (1) die daraus entstandene Geleitflottille übernahm. Später wurde die 1. Geleitflottille ein zweites Mal aufgestellt.

## 2. Geleitflottille (2)
Der 2. Geleitflottille wurden die F-Boote F 3, F 4, F 7 und F 8 zugeteilt. Die Zuordnung der Flottenbegleiter wechselte zwischen der 1. und 2. Geleitflottille. So hatte die 2. Geleitflottille 1936 F 2 als Führungsboot und F 1, F 3, F 4 und F 5 zugewiesen. Standort der Flottille war Kiel. Die Unterstellung erfolgte unter der Führer der Minensuchboote. Flottillenchef wurde Korvettenkapitän Ernst Lucht. Lucht blieb bis Oktober 1937 in dieser Position und wurde dann durch Korvettenkapitän Karl Weniger, welcher bis zur Auflösung der Flottille Anfang Oktober 1938 Chef der Flottille blieb, ersetzt. Später wurde die 2. Geleitflottille ein zweites Mal aufgestellt.

## Geleitflottille

### Flottillengeschichte
Am 1. Oktober 1938 wurde durch die Zusammenlegung der 1. und 2. Geleitflottille die Geleitflottille gebildet und bis zur Auflösung im März 1940 für Geleitaufgaben in der Nordsee eingesetzt. Die Unterstellung erfolgte unter den Führer der Minensuchboote Ost.

### Boote der Flottille
- F 1 (bis April 1939, dann später als TF-Boot zur 25. U-Boots-Flottille), F 2, F 3, F 4 (bis 1939, dann Versuchsboot), F 5, F 7, F 8, F 9 (bis zum Untergang Mitte Dezember 1939), F 10

Ein Teil der F-Boote kamen im April 1945 zur 5. Geleitflottille.

### Flottillenchefs
- Fregattenkapitän Friedrich-Wilhelm Pindter: von der Aufstellung bis Dezember 1939 (†)[4][5]
- Kapitänleutnant Hagen Küster: von Januar 1940 bis zur Auflösung

## 1. Geleitflottille (2)

### Flottillengeschichte
Die 1. Geleitflottille wurde im März 1944 ein zweites Mal aufgestellt. Als Aufgabe hatte sie den Geleitdienst, Aufklärungen und Minenunternehmen in der Adria. Der Flottille wurden u. a. ein ehemaliger italienischer Zerstörer, das Typschiff der Dardo-Klasse, zugeteilt. Zu den insgesamt 13 Schiffen, kamen noch sieben Wachboote. Der Einsatz der Flottille erfolgte unter der neu aufgestellten 11. Sicherungs-Division.
Ab dem 1. März 1945 wurde die 1. Geleitflottille (2) in die 9. Torpedoboot-Flottille überführt.

### Boote der Flottille
- TA 31 (ex ital. Dardo)
- TA 32 (ex jugosl. Dubrovnik, ex ital. Premuda)
- TA 33 Corsaro II (ex ital. Zerstörer der Soldati-Klasse)
- TA 37 Gladio
- TA 38 Spada
- TA 39 Daga
- TA 40 Pugnale
- TA 41 Lancia
- TA 42 Alabarda
- TA 43 (ex jugosl. Beograd, ex ital. Sebenico)
- TA 44 (ex. ital. Antonio Pigafetta)
- TA 45 Spica
- TA 46 Fionda
- G 101 Nazario Sauro
- G 102 Jadera
- G 103 Grado
- G 104 Salvore
- G 105 F 149
- G 106 San Giorgio
- G 107 Elettra

### Flottillenchefs
- Korvettenkapitän d. R. Friedrich-Wilhelm Thorwest: von der Aufstellung bis Juli 1944, vormals Kommandant von TA 22, dann Chef der 2. Geleitflottille (2)
- Fregattenkapitän Friedrich-Karl Birnbaum: von Juli 1944 bis Februar 1945, vormals Chef der Donauflottille, der 2. Geleitflottille (2) und anschließend Chef der 9. Torpedoboot-Flottille[6]

## 2. Geleitflottille (2)

### Flottillengeschichte
Die 2. Geleitflottille wurde im März 1944 ein zweites Mal aufgestellt und wurde für Geleit- und Sicherungsaufgaben und zur U-Bootjagd in der Adria eingesetzt. Einsatzhäfen waren Fiume und Pola. Mit der Aufstellung kamen fünf TA-Boote, ehemalige italienische Torpedoboote, und acht Geleitbooten, dem sogenannten Tintenfischverband, zur Flottille. Der Tintenfischverband existierte nur bis Ende April 1944. Der Einsatz der Flottille erfolgte unter der neu aufgestellten 11. Sicherungs-Division.
Die 2. Geleitflottille wurde im Februar 1945 zur 9. Torpedoboot-Flottille umbenannt und unter die Führung des ehemaligen Chefs der Flottille, Fregattenkapitän Friedrich-Karl Birnbaum, gestellt.

### Boote der Flottille
- TA 20 (ex Audace), gesunken am 1. November 1944
- TA 21 (ex Insidioso)
- TA 22 (ex Giuseppe Missori), schwer beschädigt am 25. Juni 1944
- TA 35 (ex Giuseppe Dezza), gesunken am 17. August 1944
- TA 36 (ex Stella Polare)
- G 202 Jadera, ab 16. Dezember 1944 von der jugoslawischen Marine zurück übernommen
- G 205

### Tintenfischverband
Der sogenannte Tintenfischverband wurde 1943/44 aus den Geleitbooten G 231 bis G 237 als verdeckt operierender Verband von Artillerie-Küstenmotorschiffen eingerichtet. Die Aufgabe des Verbands bestand in der Bekämpfung von Partisanen in der Adria als sogenannte Partisanen–Fallen.
Am 27. April 1944 kam die A (Anton) ex Bianca Stella, ein weiteres Schiff des Verbandes, in der Bucht von Sveti Nikola in einem Hinterhalt und wurde durch die jugoslawischen Partisanenboote PC 3 und PC 4 erobert. Nach diesem Misserfolg und aufgrund der eingeschränkten Mittel wurde der Verband anschließend aufgelöst.
Schiffe des Verbands:
- G 231 Dora ex Benvenuto Cellini
- G 232 Gustav ex Vicentrice
- G 233 Jot ex Elka
- G 234 Paula ex Papalina
- G 235 Max ex Sardina
- G 237 Viginia ex SYR 669

### Flottillenchefs
- Kapitänleutnant Hans Hoffmann: von der Aufstellung bis Juni 1944 mit der Führung beauftragt, Kommandant von TA 22[8]
- Fregattenkapitän Friedrich-Karl Birnbaum: Juni/Juli 1944, anschließend Chef der 1. Geleitflottille (1)[6]
- Korvettenkapitän d. R. Friedrich-Wilhelm Thorwest: von Juli 1944 bis November 1944, vorher Chef der 1. Geleitflottille (1)
- Korvettenkapitän Walter von Hansmann: von November 1944 bis zur Auflösung, vorher Chef der 3. Sperrbrecherflottille[9]

## 3. Geleitflottille (1)

### Flottillengeschichte
Die 3. Geleitflottille wurde im März 1943 aufgestellt und wurde für Geleitaufgaben im Tyrrhenischen Meer, um Sizilien und im Transfer nach Afrika eingesetzt. Der 3. Geleitflottille wurden vier ehemalige italienische Torpedoboote (TA 23 bis TA 26) und vier ehemalige französische Boote zugeteilt. Zur 3. Geleitflottille gehörte ab Mai 1943 auch die sogenannte Minenschiffgruppe Westitalien. Im August 1943 kamen nach der Auflösung der 4. Geleitflottille (1) von dort noch drei ehemalige italienische bzw. französische Boote hinzu.
Ab dem 2. Juni 1943 unterstand die Flottille, wie auch die 4. Geleitflottille, dem Deutschen Marinekommando Italien und wurde bei der 7. Sicherungs-Division eingesetzt. Die Minenschiffgruppe Westitalien, ab Februar 1944 unter der Führung von Korvettenkapitän d. R. Hermann Boekholt, wurde in die 13. Sicherungsflottille überführt und die 3. Geleitflottille im darauffolgenden Monat aufgelöst. Später wurde die 3. Geleitflottille ein zweites Mal aufgestellt.

### Boote der Flottille
- TA 23 (ex Impavido), zur 10. Torpedoboot-Flottille, gesunken am 25. April 1944
- TA 24 (ex Arturo), zur 10. Torpedoboot-Flottille, gesunken am 18. März 1945
- TA 25 (ex Intrepido)
- TA 26 (ex Ardito)
- SG 10 (ex Felix–Henri)
- SG 11 (ex Alice Robert)
- SG 13 (ex Cyrnos)
- SG 15 (ex Rageot de la Touche)
- TA 9 (ex frz. Bombarde, ex ital. FR 41), von der aufgelösten 4. Geleitflottille
- TA 11 (ex frz. L’Iphigénie, ex ital. FR 43), von der aufgelösten 4. Geleitflottille
- TA 12 (ex frz. Baliste, ex ital. FR 45), von der aufgelösten 4. Geleitflottille

### Minenschiffgruppe Westitalien
- Brandenburg ex Kita (französisch): von Mai 1943 bis September 1943
- Pommern ex Belain d'Esnambuc (französisch): von Mai 1943 bis Oktober 1943
- Juminda ex Elbano Gaspari: ab September bis zur Versenkung im Oktober 1943
- Kehrwieder ex Crotone (italienisch): von Oktober 1943 bis Mai 1944
- Oldenburg ex Garigliano (italienisch): ab November 1943
- Niedersachsen ex Guyane (französisch): von Dezember 1943 bis zur Versenkung im Februar 1944
- Dietrich von Bern ex Mazara: ab April 1944
- La Nymphe, ab Mai 1944 als Ersatz für die Niedersachsen

Im Februar 1944 wurde die Minenschiffgruppe Westitalien eigenständig und bildete im Juni 1944 die 13. Sicherungsflottille. Der Führer der Minenschiffgruppe Westitalien, Korvettenkapitän d. R. Hermann Boekholt, übernahm auch bis Juni 1944 die 13. Sicherungsflottille.

### Flottillenchefs
- Korvettenkapitän d. R. August Kramer: von der Aufstellung bis September 1943, später Chef der 61. Vorpostenflottille und des 1. Küstensicherungsverbands[11]
- Korvettenkapitän d. R. Burkhard Heye: von September 1943 bis zur Auflösung, vormals Kommandant der 12. U-Jagd-Flottille und der 4. Vorpostenflottille[12]

## 3. Geleitflottille (2)

### Flottillengeschichte
Die 3. Geleitflottille (2) wurde im Dezember 1944 ein zweites Mal aufgestellt. Hierfür wurde die HS-Flottille Venedig herangezogen. Die Flottille wurde im Rahmen der 11. Sicherungs-Division eingesetzt und hatte Geleit-, Sicherungs- und Vorpostenarbeiten in der Adria durchzuführen. Mit der Aufstellung kamen zehn Geleitboote zur Flottille, wobei zwei davon Flugbetriebsboote waren.
Die 3. Geleitflottille (2) bestand bis Kriegsende.

### Boote der Flottille
- G 310 Medea
- G 311 Daino
- G 312 Trau ex Trogir
- G 320 Duca ex Gabriele Ferretti
- G 321 Ebe
- G 322 Orata
- G 323
- G 331 Fl.B 426
- G 332 Fl.B 427
- G 335

### Flottillenchefs
- Kapitänleutnant z. V. Hans Henning von Cossel: von der Aufstellung bis Februar 1945
- Kapitänleutnant d. R. Paul Wienbeck: von Februar 1945 bis zur Auflösung, vorher Wachoffizier und Kommandant bei der Flottille[13]

## 4. Geleitflottille (1)

### Flottillengeschichte
Die 4. Geleitflottille wurde im März 1943 in La Spezia aufgestellt und wurde für Geleitaufgaben im italienischen Küstengewässern und im Transfer nach Sizilien eingesetzt. Mit der Aufstellung kamen vier ehemalige italienische bzw. französische Boote und ein ehemaliges französisches Boot zur Flottille.
Ab dem 2. Juni 1943 unterstand die Flottille, wie auch die 3. Geleitflottille (1), dem Deutschen Marinekommando Italien und wurde bei der 7. Sicherungs-Division eingesetzt.
Im August 1943 wurde die 4. Geleitflottille aufgelöst. Später wurde die 4. Geleitflottille ein zweites Mal aufgestellt.

### Boote der Flottille
- TA 9 (ex frz. Bombarde, ex ital. FR 41), nach der Auflösung zur 3. Geleitflottille (1)
- TA 10 (ex frz. La Pomone, ex ital. FR 42), Ende September 1943 gesprengt
- TA 11 (ex frz. L’Iphigénie, ex ital. FR 43), Kommandant war Kapitänleutnant/Korvettenkapitän Konrad Loerke, nach der Auflösung zur 3. Geleitflottille (1)
- TA 12 (ex frz. Baliste, ex ital. FR 45), nach der Auflösung zur 3. Geleitflottille (1)
- SG 13 (ex Matelot Leblanc)

### Flottillenchef
- Kapitän zur See Gerhard von Kamptz: von der Aufstellung bis zur Auflösung

## 4. Geleitflottille (2)

### Flottillengeschichte
Die 4. Geleitflottille wurde im April 1945 ein zweites Mal aufgestellt und wurde für Geleitaufgaben in der Ostsee eingesetzt. Hauptaufgabe der Transporte waren dabei der Rücktransport von Truppen und Zivilisten aus dem Osten und aus dem Kurland. Mit der Aufstellung kamen fünf ehemalige Torpedoboote aus dem Ersten Weltkrieg und drei ehemalige polnische Minensuchboote zur Flottille.
Die 4. Geleitflottille bestand bis Kriegsende.

### Boote der Flottille
- T 139, T 151, T 155, T 156, T 198
- TFA 7 (ex poln. Mewa)
- TFA 8 (ex poln. Rybitwa)
- TFA 11 (ex poln. Czajka)

### Flottillenchef
- Kapitänleutnant Horst Rixecker: von der Aufstellung bis zur Auflösung[14]

## 5. Geleitflottille

### Flottillengeschichte
Die 5. Geleitflottille wurde im April 1945 aufgestellt und wurde für Geleitaufgaben in der Ostsee eingesetzt. Hauptaufgabe der Transporte waren dabei der Rücktransport von Truppen und Zivilisten aus dem Osten und aus dem Kurland. Der Flottille wurden u. a. die F-Boote der ehemaligen Geleitflottille, welche bis März 1940 bestand, zugewiesen. Zusätzlich kamen noch drei Torpedofangboote des Typs A III zur Flottille.
Die 5. Geleitflottille bestand bis Kriegsende.

### Boote der Flottille
- F 4, F 7, F 8, F 9, F 10
- TF 2, TF 7, TF 20

### Flottillenchef
- Korvettenkapitän Hubert Lamprecht: von der Aufstellung bis zur Auflösung[15]

## 30. Geleitflottille

### Flottillengeschichte
Die 30. Geleitflottille wurde im Juli 1943 als ursprüngliche Gruppe durch die Teilung der Donauflottille aufgestellt. Mit der Aufteilung der Donauflottille wurden die im Schwarzen Meer eingesetzten Teile zur 30. Geleitflottille und zur 30. Räumbootsflottille, welche dem Admiral Schwarzes Meer unterstellt blieben. Der Flottillenchef war gleichzeitig Geleitchef Donau-Dnjepr. Im Juni 1944 wurde die Flottille im Zuge des deutschen Rückzuges aus Rumänien aufgelöst und in die 1. Küstenschutzflottille Schwarzes Meer, dessen Chef der ehemalige Chef der nun aufgelösten 30. Geleitflottille wurde, überführt.
→Donauflottille

### Boote der Flottille
- U-Bootsjäger: Schiff 19 (bis September 1943, dann UJ 117)/Lola, UJ 116 Xanten und Rosita
- Werkstattschiff Uta
- G 3001 Delfin 5, kam als SM 125 nach der Auflösung zur 1. Küstenschutzflottille Schwarzes Meer
- G 3002 Delfin 6, kam als SM 126 nach der Auflösung zur 1. Küstenschutzflottille Schwarzes Meer
- G 3014
- G 3021 KSK 36, kam als SM 121 nach der Auflösung zur 1. Küstenschutzflottille Schwarzes Meer
- G 3022 KSK 37, kam als SM 122 nach der Auflösung zur 1. Küstenschutzflottille Schwarzes Meer
- G 3024
- G 3041 M/X Hamburg, kam als SM 123 nach der Auflösung zur 1. Küstenschutzflottille Schwarzes Meer
- G 3042
- G 3043 HS I, kam als SM 124 nach der Auflösung zur 1. Küstenschutzflottille Schwarzes Meer
- G 3044
- G 3045
- G 3047 M/X Aschendorf
- G 3048
- G 3061:
  - Emden = TIM 2 (versenkt am 19. April 1944), war FZ 2 der Fernzündungsgruppe Schwarzmeer
  - anschließend Deutschland = TIM 5, war FZ 1 der Fernzündungsgruppe Schwarzmeer
- G 3062 Deutschland = NIE 21, war FZ 4 der Fernzündungsgruppe Schwarzmeer
- G 3063 Rheinland = TIM 3, war FZ 5 der Fernzündungsgruppe Schwarzmeer und kam als SM 145 nach der Auflösung zur 1. Küstenschutzflottille Schwarzes Meer
- G 3064 Hanning II = NIE 20, war FZ 8 der Fernzündungsgruppe Schwarzmeer
- G 3065 Regina = TIM 4, war FZ 9 der Fernzündungsgruppe Schwarzmeer und kam als SM 146 nach der Auflösung zur 1. Küstenschutzflottille Schwarzes Meer
- G 3066 Germania = TIM 7, war FZ 13 der Fernzündungsgruppe Schwarzmeer und wurde am 19. April 1944 versenkt
- G 3071 bis G 3080: Fluwa 1 bis Fluwa 10

### Flottillenchefs
- Korvettenkapitän Heinrich Hans Basarke: von Juni 1943 bis Juni 1944, vormals Adjutant und zeitweise stellvertretender Chef der Donauflottille[16]
- Oberleutnant zur See d. R. Rufin Musiolik: im Juni 1944 mit der Wahrnehmung der Geschäfte beauftragt
- Korvettenkapitän Gustav Wolters: Juni 1944, anschließend Chef der 1. Küstenschutzflottille

## 31. Geleitflottille

### Flottillengeschichte
Die 31. Geleitflottille wurde im September 1942 aufgestellt. Im Mai 1944 wurde die Flottille aufgelöst und in die 2. Küstenschutzflottille, dessen Chef der ehemalige Chef der nun aufgelösten 31. Geleitflottille wurde, überführt.

### Boote der Flottille
- G 3101 Hannes Weiß, kam als SM 225 nach der Auflösung zur 2. Küstenschutzflottille
- G 3102 Drache, kam als SM 231 nach der Auflösung zur 2. Küstenschutzflottille und wurde am 8. Mai 1944 versenkt
- G 3103 Basilisk, kam als SM 226 nach der Auflösung zur 2. Küstenschutzflottille
- G 3104 Basilisk
- G 3105
- G 3106 Anderten, am 11. Mai 1944 versenkt
- G 3107 Möwe = TIM 8, war FZ 14 der Fernzündungsgruppe Schwarzmeer und kam als SM 245 nach der Auflösung zur 2. Küstenschutzflottille
- G 3108 Kranich, kam als SM 227 nach der Auflösung zur 2. Küstenschutzflottille
- G 3109 Najade, kam als SM 228 nach der Auflösung zur 2. Küstenschutzflottille
- G 3111 Luchs, am 10. Mai 1944 versenkt
- G 3112 Mercedes, kam als SM 229 nach der Auflösung zur 2. Küstenschutzflottille
- G 3114
- G 3115 Hildebrand, kam als SM 230 nach der Auflösung zur 2. Küstenschutzflottille
- G 3161:
  - Deutschland = TIM 5, war FZ 2 der Fernzündungsgruppe Schwarzmeer und kam als Ersatz für TIM 2 zur 30. Geleitflottille
  - anschließend Hoffnung = NIE 2, war FZ 11 der Fernzündungsgruppe Schwarzmeer
- G 3162 Tilly = NIE 9, war FZ 6 der Fernzündungsgruppe Schwarzmeer
- G 3163 Gertrud = NIE 3, war FZ 7 der Fernzündungsgruppe Schwarzmeer
- G 3164 Weddigen = NIE 22, war FZ 10 der Fernzündungsgruppe Schwarzmeer
- G 3165 Annelise = NIE 6, war FZ 12 der Fernzündungsgruppe Schwarzmeer und kam als SM 246 nach der Auflösung zur 2. Küstenschutzflottille
- G 3166 Prometheus, war FZ 22 der Fernzündungsgruppe Schwarzmeer
- G 3167 PS III (Schoner), war FZ 23 der Fernzündungsgruppe Schwarzmeer und kam als SM 247 nach der Auflösung zur 2. Küstenschutzflottille
- G 3181 RA 51
- G 3182 RA 52
- G 3183 RA 53
- G 3184 RA 54

### Flottillenchef
- Korvettenkapitän Helmut Drechsler: von der Aufstellung bis zur Auflösung, anschließend Chef der 2. Küstenschutzflottille und später letzter Chef der 8. Sicherungsflottille[17]

## Bekannte Personen der Geleitflottillen (Auswahl)
- Hermann Knuth: Kommandant des Flottenbegleiters F 10 bei der 1. Geleitflottille (1)
- Werner Georg Kimmerling: Leitender Ingenieur bei der 1. Geleitflottille (1)
- Gerhard Junack: Leitender Ingenieur bei der 1. Geleitflottille (1)
- Alfred Schumann: Kommandant des Flottenbegleiters F 6 bei der 1. Geleitflottille (1)
- Hans John: bis August 1937 Kommandant des Flottenbegleiters F 7 und F 5 bei der 1. Geleitflottille (1)
- Reinhart Ostertag: Fähnrichausbildung in der 2. Geleitflottille (1)